# Roman Vishniac
Roman Vishniac (em russo:  Роман Вишняк; Pavlovsk, 19 de agosto de 1897 — Nova Iorque, 22 de janeiro de 1990) foi um fotógrafo russo-estadunidense, mais conhecido por filmar a cultura dos judeus na Europa Central e Oriental antes do Holocausto. Um arquivo completo de seu trabalho esta no Centro Internacional de Fotografia.
Fotógrafo extremamente variado, biólogo experiente, colecionador e professor de História da arte, ao longo de sua vida, ele fez importantes contribuições científicas nas áreas de microfotografia e fotografia time-lapse. Era muito interessado em história, especialmente na de seus antepassados. Um por um, ele era fortemente amarrado para suas origens judaicas e virou um sionista mais tarde na sua vida.
Roman Vishniac ganhou aprovação internacional para sua fotografia: suas fotografias no shtetlach e gueto judeu, retratos de celebridades, e imagens de biologia microscópica. Seu livro A Vanished World (Um Mundo Desaparecido), publicado em 1983, foi uma das primeiras documentações pictoriais da cultura judaica no Leste Europeu daquele período. Também é conhecido pelo extremo humanismo e respeito pela vida, sentimentos que podem ser vistos em todos os aspectos de suas obras.

## Biografia

### Começo de sua vida
Roman Vishniac nasceu na dacha de seus avós na cidade de Pavlovsk e cresceu em Moscou. Viver nessa cidade era um direito garantido para poucos judeus mas Roman podia viver ali pois seu pai, Solomon Vishniac, era um rico fabricante de guarda-chuvas; sua mãe, Manya, era a filha de ricos comerciantes de diamantes (Roman também teve uma irmã, Katja).
Ainda como criança, Roman Vishniac era fascinado por biologia e por fotografia, e seu quarto era cheio de "plantas, insetos, peixes e pequenos animais". Em seu sétimo aniversário, ele ganhou um microscópio de sua avó. Imediatamente, ele prendeu uma câmera ao microscópio e assim fotografou os músculos da perna de uma barata. O jovem Vishniac usou esse microscópio intensivamente, vendo e fotografando tudo que achava, de insetos mortos até as escamas de um animal, de pólen para protozoários.
Até os dez anos de idade, foi educado e ensinado em casa; dos dez aos dezessete, frequentou uma escola particular onde ganhou uma medalha dourada para bolsa de estudos. A partir de 1914, ele passou seis anos no Instituto Shanyavsky (atualmente uma universidade) em Moscou. Enquanto estudava ali, serviu no Império Russo, no governo de Alexander Kerensky, e nos exércitos soviéticos. No instituto, ele recebeu um Doutorado em zoologia e tornou-se um assistente professor de biologia. Como estudante graduado, trabalhou com um prestigioso biologista chamado Nikolai Koltsov, fazendo experiências com indução de metamorfose em axolotes, uma espécie de salamandra aquática. Apesar de seu experimento ter sido um sucesso, o Dr. Vishniac não conseguiu publicar uma redação detalhando suas descobertas devido ao caos na Rússia. Seus resultados foram eventualmente independentemente duplicados. Apesar disso, ele continuou estudando para fazer um curso de três anos em medicina.

### Berlim
Em 1918, a família de Roman Vishniac se mudou para Berlim por causa do antissemitismo estimulado pela Guerra Civil Russa. Roman os seguiu e, logo após chegar, casou com Luta (Leah) Bagg. Ela deu à luz para dois filhos: Mara e Wolf. Roman Vishniac sustentou a sua família, incluindo seus pais, trabalhando em diversos empregos. Em seu tempo livre, estudava arte do Extremo Oriente na Universidade Humboldt de Berlim. Vishniac estudou endocrinologia, óptica, e fez algumas fotografias. Em Berlim, ele também iniciou sua carreira oracional por juntar-se ao Salamander Club ("Clube Salamandra"), no qual frequentemente deu discursos sobre naturalismo.
Na década de 1930, à medida que o antissemitismo estava crescendo na Alemanha, Vishniac tirou suas famosas viagens para o Leste Europeu, fotografando a cultura dos judeus pobres nas vilas montanhosas e guetos urbanos. Num período de aproximadamente quatro anos (o tempo exato é discutido), ele viajava de Berlim para alguns locais afastados, tirando várias fotografias e vivendo com quem o convidava, ao mesmo tempo sustentando sua família em Berlim. Em 1939, a esposa e os filhos de Roman se mudaram para a Suécia para ficar com os pais de Luta e longe da Alemanha hostil. Ele encontrou com os pais dele em Nice naquele verão.
Roman Vishniac retornou para Paris no fim do verão de 1940, e foi preso pela polícia Pétain e internado em Camp du Ruchard, um campo de deportação em Clichy, França. Isso ocorreu porque a Letónia, onde teve sua cidadania, foi incluída na União Soviética e Vishniac foi considerado um apátrida. Depois de três meses, como resultado dos esforços de sua esposa e de uma ajuda do Comitê de Ajuda para Fugitivos Judeus, ele obteve um visto que o ajudou para escapar via Lisboa para os Estados Unidos com sua família. Seu pai não foi com eles e passou a guerra escondido na França; sua mãe morreu de câncer em 1941 enquanto ainda estava em Nice.

### Nova Iorque

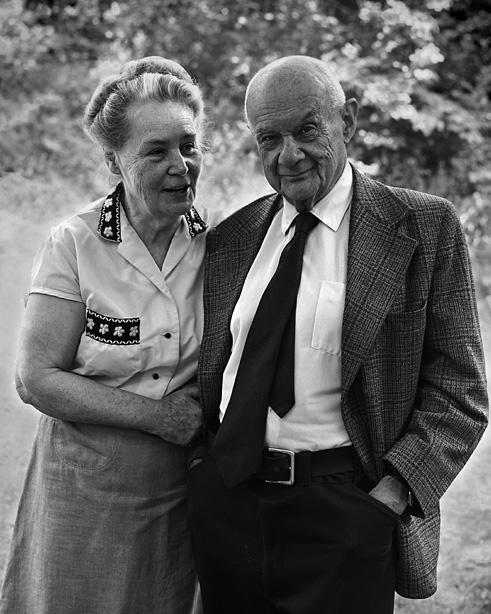
Roman e Edith Vishniac, 1977. Fotografia por Andrew A. Skolnick.

Os Vishniacs escaparam de Lisboa para Nova Iorque em 1940, chegando na Véspera de Ano Novo. Roman Vishniac tentou por vários dias achar um trabalho, mas falhou. "Para mim, foi um tempo de confusão e medo." Ele era poliglota, falando no mínimo alemão, russo e iídiche, mas não sabia falar inglês e por isso teve dificuldades. Ele conseguiu fazer retratos de clientes estrangeiros, mas os negócios não estavam indo bem. Era durante esse tempo, em 1942, que Roman fez um de seus retratos mais famosos: aquele do Albert Einstein. Vishniac chegou na casa de Einstein, em Princeton, entrando no escritório do cientista com o ardil de trazer cumprimentos de amigos mútuos na Europa e o fotografou enquanto o cientista não estava prestando atenção nele, ocupado em pensamento. Einstein depois chamou esse retrato de seu mais favorito entre os quais o retratavam. Em 1946, Roman Vishniac se separou de Luta, e no próximo ano ele casou com Edith Ernst, uma velha amiga de sua família. Alguns anos depois, ele abandonou o trabalho de retratos e continuou fazendo trabalho freelance na área de microfotografia.
Uma vez nos Estados Unidos, Roman Vishniac tentou desesperadamente ganhar simpatia dos judeus empobrecidos no Leste Europeu. Quando seu trabalho foi demonstrado no Colégio dos Professores, Universidade Columbia, em 1943, Vishniac escreveu para Eleanor Roosevelt (primeira-Dama naquela época), pedindo para ela visitar a exposição, mas ela não veio. Ele mandou algumas de suas fotografias ao Presidente Franklin D. Roosevelt, que educadamente agradeceu o fotógrafo.
Das 16 mil tiradas no Leste Europeu por Roman Vishniac, somente 2 mil fotografias chegaram aos Estados Unidos. A maioria desses negativos foram cuidadosamente escondidos por Roman e sua família; outros foram contrabandeados por Walter Bierer, um amigo de Vishniac, através de Cuba. Nas próprias palavras do fotógrafo,
| “ | Costurei alguns desses negativos nas minhas roupas quando cheguei aos Estados Unidos em 1940. A maioria deles foi deixada com meu pai em Clermont-Ferrand, uma pequena cidade no centro da França. Ele sobreviveu ali, escondido. Ele ocultou os negativos debaixo das placas do piso e atrás de quadros. | ” |

### Mais tarde na sua vida

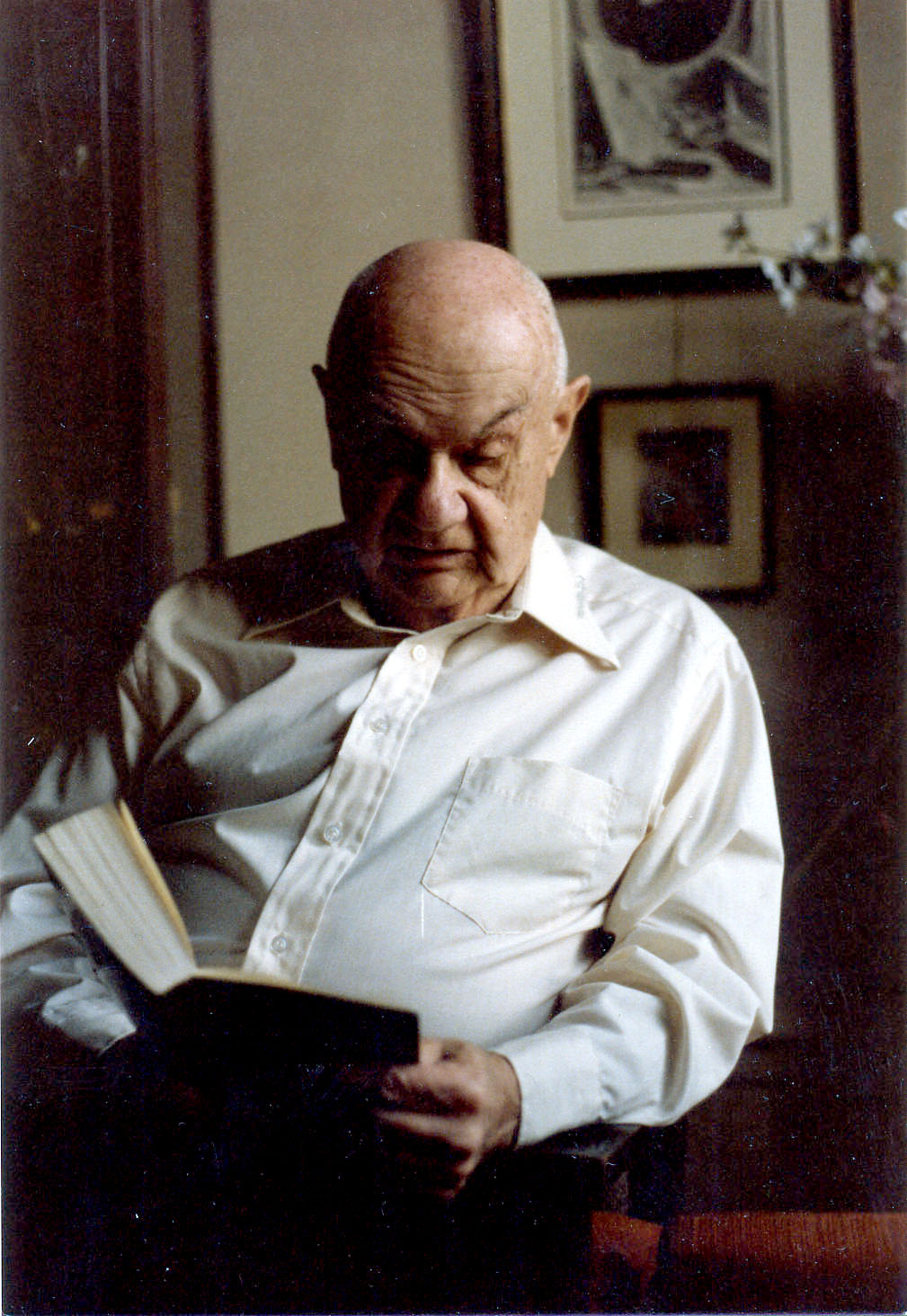
Vishniac, aproximadamente 1981

Até quando era já bem idoso, Roman Vishniac continuava sendo muito ativo. Em 1957, ele foi nomeado pesquisador adjunto na Escola de Medicina Albert Einstein e em 1961 subiu para o posto de "professor de educação biológica". Em seus setenta e oitenta anos, Vishniac se tornou "Professor de Criatividade da Chevron" no Pratt Institute (onde ensinava cursos em tópicos como a filosofia de um fotógrafo). Durante esse tempo ele viveu no Lado Oeste de Manhattan com sua esposa Edith, ensinando, fotografando, lendo e coletando artefatos. Alguns objetos que estavam em sua coleção incluíam um Buda do Século XIV, tapeçarias chinesas, Katanas, muitos microscópios antigos, mapas antigos valiosos e livros veneráveis. Ele ensinou arte oriental e russa, filosofia geral e religião em ciência, especificamente tópicos judaicos, ecologia, numismática, fotografia e ciência geral na Universidade da Cidade de Nova Iorque, em Case Western Reserve University e em várias outras instituições.
Durante o curso de sua vida, Vishniac era o sujeito e criador de vários filmes e documentários; o mais famoso sendo a série de Living Biology ("Biologia Viva"). A série consiste de sete filmes sobre biologia celular, órgãos e sistemas ecológicos, embriologia, evolução, genética, ecologia, botânica e o mundo dos animais e dos microorganismos. Essa produção foi financiada por doações da National Science Foundation.
Roman Vishniac recebeu um título acadêmico de Doutorado Honorário pela Escola de Planejamento de Rhode Island, pelo Colégio de Arte de Columbia e pelo Colégio de Arte da  Califórnia, antes de morrer de câncer colorretal em 22 de janeiro de 1990.

## Fotografia

### Na Europa Central e Oriental

#### 1935–1939
Vishniac é mais conhecido por suas dramáticas fotografias de judeus em cidades e em shtetlach do Leste Europeu. Ele foi encarregado inicialmente de tirar fotos pelo Comitê de Ajuda para Fugitivos Judeus como parte de uma iniciativa de arrecadação de recursos; todavia, Vishniac ficou pessoalmente interessado nesse trabalho. Ele viajou de Berlim para guetos da Rússia, Polônia, Romênia, Tchecoslováquia e Lituânia por muitos anos depois de trabalhar no Comitê.
Enquanto passeava na Europa, Roman Vishniac fingiu-se de vendedor de tecidos, procurando ajuda onde podia e subornando qualquer um que encontrava. Durante seus passeios no Leste Europeu (1935–1939), ele foi frequentemente preso pela polícia por tirar aquelas fotos, às vezes por até ser acusado de espião (carregar uma câmera ou tirar fotos era um direito que judeus não tinham). Depois, quando publicadas, essas fotografias faziam ele suficientemente popular para seu trabalho ser exibido como um só show na Universidade Columbia, no Museu Judaico de Nova Iorque, no Centro Internacional de Fotografia e em muitas outras instituições.
Vishniac, sendo um judeu, tinha que esforçar-se imensamente para tirar as 16 mil fotos que fotografou. Cada uma de suas fotografias desse período foram tiradas escondidamente; os sujeitos nunca sabiam que sua câmera existia. Ele também não podia tirar mais de uma foto de uma cena ou comprar dois rolos de filme em um tempo porque não era de descendência ariana. Vishniac às vezes desenvolveu seus filmes em Berlim, outras vezes ele era obrigado a fazer isso nas zonas rurais, em rios das Montanhas dos Cárpatos em noites sem luar.

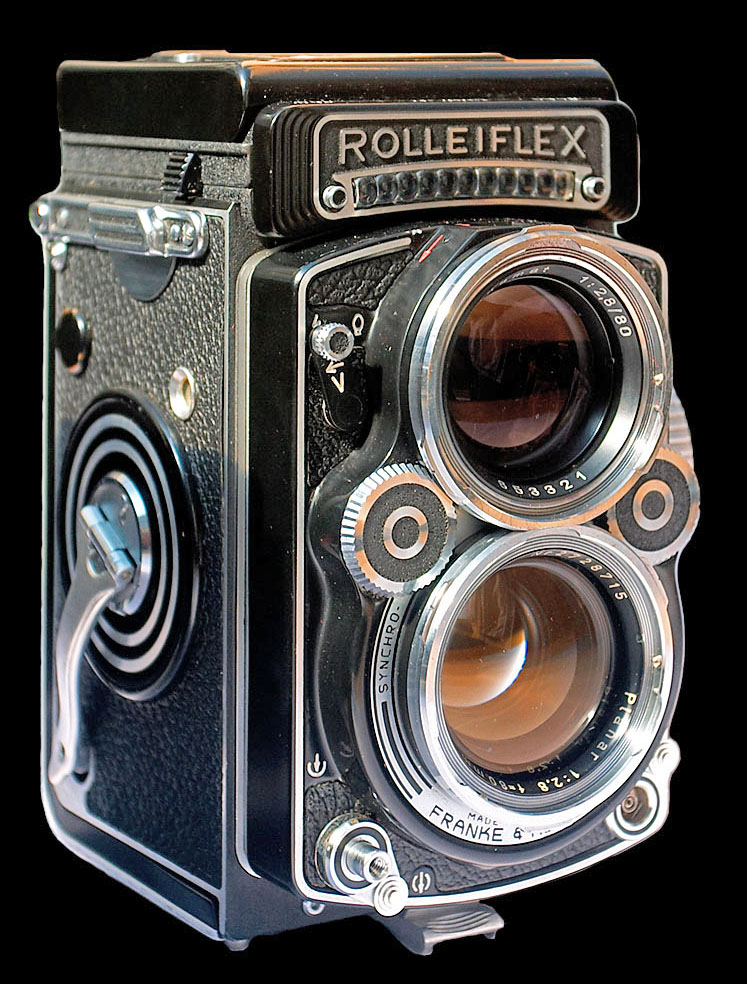
Modelo posterior da máquina fotográfica Rolleiflex como era usada por Vishniac no Leste Europeu

Para chegar aos pequenos vilarejos nessas montanhas, ele tinha que carregar equipamentos pesados (Leica, Rolliflex, câmera de cinema, trípodes, etc.), 52 quilos de acordo com ele, em suas costas, sobre estradas íngremes, viajando vários quilômetros. Com uma Leica ocultada com um cachecol em sua testa ou uma Rolleiflex espiando fora através de uma ampliada casa de botão no seu casaco, Vishniac capturou milhares de fotos de judeus empobrecidos num filme, "[…] para preservar – em fotos, pelo menos – um mundo que daqui a pouco pode parar de existir". A câmera Leica foi adquirido através de um amigo não judeu, mas ele teve que devolver a câmera frequentemente (a polícia estava tentando assegurar que nenhum judeu estava utilizando a câmera, e ela habitualmente checava com seu amigo às noites).
Para fotografias tiradas dentro de uma casa, quando a Leica era utilizada, havia um problema de iluminação: raramente um pobre judeu tinha iluminação artificial em sua casa. Vishniac não podia usar o trípode (pois a câmera tinha que permanecer ocultada) para tirar fotos com luz, por isso ele foi obrigado a trazer seu lampião de querosene (visível em algumas de suas obras), manter suas costas na parede para apoio e segurar a sua respiração. A Rolleiflex foi normalmente utilizada em lugares ao ar livre.
Roman Vishniac não queria somente preservar a memória dos judeus, ele lutou ativamente para mostrar na Europa Ocidental que a situação no Leste Europeu estava piorando muito. "Através de suas fotografias, ele queria alertar o resto do mundo para os horrores [da perseguição nazista]". No final de 1938, por exemplo, ele entrou em Zbaszyn, um campo de concentração na Alemanha perto da fronteira, onde judeus esperavam deportação para a Polônia. Depois de fotografar os "barracos nojentos", como descreveu, por dois dias, ele escapou por pular à noite do segundo andar e rastejando-se cuidadosamente, evitando vidros quebrados e arames farpados. Ele usou as fotografias para provar a existência desses campos à Sociedade das Nações.
Depois da morte de Roman, mais fotografias foram descobertas, e a atual exibição em Berlim revela essas fotografias recentemente achadas. Elas foram achadas no fim dos rolos de filme utilizados por ele em suas buscas científicas.

#### Estilo
As fotografias de Vishniac da década de 1930 são todas de um estilo bem distinto, todas estão focalizadas em alcançar o mesmo objetivo: capturar a exclusiva cultura dos guetos judaicos no Leste Europeu. Suas fotografias focam essas pessoas, geralmente em pequenos grupos, cuidando de suas vidas cotidianas: frequentemente estudando textos religiosos, caminhando (geralmente em tempos severos) e às vezes somente sentando e olhando em coisas e em outras pessoas. As cenas, entretanto, são sempre dramáticas: "Quase nunca há uma pista de um sorriso nas faces. Os olhos nos espiam de um modo suspeitoso de atrás de antigas janelas e por cima de bandejas de vendedores ambulantes, de salas de alua cheias e de esquinas desoladas." Gene Thornton, editor para o jornal The New York Times, os chamou de "[…] melancólicos com pobreza e cinzas do inverno do Leste Europeu".
Essas fotos, todas em preto e branco, tiradas com luz disponível ou uma lanterna, são ainda assim "surpreendentemente claras com uma incrível profundidade de campo". De fato, "Há um granulado realismo para o estilo fotográfico de Vishniac. Podemos quase tocar as ásperas texturas dos casacos e das mantas; as camadas dos tecidos vestidos pelas pessoas parecem mais com uma casca de árvore do que com um bem-apertado terno de lã vestido por um transeunte elegante casual".

#### Impacto
As fotografias de Vishniac desse período são muito elogiadas e estão em exibição permanente em vários museus. Edward Steichen coloca as fotografias de Roman Vishniac antes do Holocausto, "entre os melhores documentos da fotografia de um tempo e local". Todavia, houve críticas às obras de Vishniac. Algumas pessoas reclamam da falta de diversidade dos assuntos em suas obras no Leste Europeu e da qualidade de suas composições. Foi discutido que ele também deveria ter fotografado judeus mais ricos, além dos judeus pobres em guetos. Thornton criticou as fotografias de Vishniac, dizendo que tinham qualidades não profissionais e citando "erros de foco e acidentes de desígnio, como quando uma terceira perna e pé inexplicáveis saem do casaco longo de um estudioso se apressando".
As fotografias de Vishniac tiveram um efeito profundo em literatura do Holocausto e ilustraram muitos livros sobre os guetos judaicos e sobre o Holocausto. No caso de The Only Flowers of her Youth ("As Únicas Flores de sua Juventude"), o drama da fotografia inspirou Miriam Nerlove para escrever um romance fictício baseado na história da menina no quadro.
Para esse trabalho, Roman Vishniac recebeu um Prêmio Comemorativo da Sociedade Americana de Fotógrafos de Mídia em 1956. Ele também era o vencedor da categoria de artes visuais do Conselho de Livro Judeu em 1984; The Only Flowers of her Youth foi avaliado como o "mais impressionante" na Exibição Internacional de Fotografia em Lucerna em 1952.

### Microfotografia e biologia
Além das fotografias discretas de judeus pelas quais ele é mais conhecido, Vishniac trabalhou pesadamente no campo de microfotografia. Ele se especializou em fotografar organismos vivos e tinha um talento especial para organizar as espécimes que se movimentavam constantemente em "exatamente na certa posição", de acordo com Philippe Halsman, ex-presidente da Sociedade Americana de Fotógrafos de Mídia. No assunto da habilidade de Vishniac em microfotografia, Halsman disse que ele era "um tipo especial de gênio". Vishniac trabalhou com todos os tipos de espécimes, de protozoários para vagalumes para aminoácidos. As obras de Vishniac em microfotografia sempre foram bem conceituadas. Durante três anos sucessivos, começando em 1952, ele ganhou o Prêmio de Melhor Espetáculo da Associação Fotográfica Biológica em Nova Iorque.
Uma das realizações mais famosas de Roman Vishniac na área de microfotografia foi as fotografias revolucionárias do interior de um olho de vagalume, atrás de 4 mil omatídeos minúsculos organizados de forma complexa. Além disso, houve também as imagens do sangue circulando dentro da buchecha de um hamster tiradas no colégio médico da Universidade de Bosoton. Vishniac inventou novos métodos para fotografia com interrupção da luz e cor nas microfotografias. Seus métodos de colorização, desenvolvidos nos anos 1960 e 70, usam luz polarizada para penetrar certas formações do organelo e podem significativamente melhorar o detalhe de uma imagem.
No campo de biologia, Vishniac se especializou em várias matérias: microbiologia marinha, fisiologia de ciliados, sistemas circulatórios de plantas unicelulares e endocrinologia (por sua obra em Berlim) e metamorfose. Apesar da aptidão dele e de suas realizações no campo, a maioria do trabalho dele em biologia era secundária à sua fotografia: Vishniac estudou a anatomia de um organismo principalmente para fotografá-lo melhor. Além de experimentar metamorfose num axolote, ele pesquisou também a morfologia de cromossomos em 1920: ambos em Berlim. Como biólogo e filósofo em 1950, ele hipotetizou a origem polifilética, uma teoria que diz que vida surgiu de múltiplas reações bioquímicas independentes, gerando vida multicelular. Como um filósofo, ele desenvolveu princípios de "filosofia racionalista" nos anos cinquenta.

### Outras fotografias
Vishniac é notável por suas fotografias de insetos acasalando-se, robalos banqueteando e outras criaturas vivas em completa animação. Habilmente e pacientemente, Vishniac seguia insetos e outros seres similares por horas em subúrbios ao redor de Nova Iorque. Antes de começar a caça, ele deitava durante uma hora na grama, se esfregando com flora próxima a ele para se fazer cheirar menos artificial. Vishniac então se lançava graciosamente perto de sua presa e pacientemente moldaria a cena com uma máquina fotográfica reflexiva de uma única lente equipada com um tubo de extensão. Ele até treinava segurar o seu fôlego para até dois minutos, de forma que ele poderia não perturbar as imagens expondo-se lentamente.
Os temas de Roman Vishniac variaram ao longo de sua vida. De vez em quando, ele se focava em documentar a vida cotidiana, como em Berlim, e depois fez retratos de pessoas famosas como Albert Einstein e Marc Chagall. Ele era o pioneiro da fotorafia time-lapse, na qual trabalhou de 1915 até 1918, e depois novamente mais tarde na sua vida.

## Religião e filosofia
Roman Vishniac sempre tinha grandes interesses sobre seus ancestrais e suas raízes judaicas. Ele diz: "Desde a minha infância, meu maior interesse foi meus ancestrais". Ele era um sionista e forte simpatizante de judeus que sofreram por causa de antissemitismo. "Claro, eu poderia ser um professor de antissemitismo", ele diz, também citando que tinha cento e um parentes que morreram no Holocausto. Uma fotografia sua famosa de uma loja em Berlim vendendo aparelhos para separar judeus e não-judeus por uma figura parecida com uma caveira foi usada por ele para criticar a pseudociência dos anti-semitistas alemães.
Vishniac associou suas obras com religião, mas não especificamente o judaísmo. "Natureza, Deus, ou seja o que for que você quer chamar o criador do Universo chega através do microscópio claramente e fortemente," ele observou em seu laboratório um dia.
Vivendo com memórias de sofrimentos, Vishniac era "um otimista cheio de tragédias. Seu humanismo não é somente para judeus, mas para todo ser vivo". Enquanto estava vivo, Roman provavelmente acreditava em Deus ou em algum conceito similar, mas ele era um não-denominacional e não se aderiu estritamente aos princípios de alguma religião. Ele até confrontou judeus ortodoxos num caso bem famoso: Os judeus ortodoxos que ele conheceu em sua viagem ao redor da Europa não deixavam ele os fotografar, citando o Tanach e sua proibição de fazer imagens gavadas. A famosa resposta de Vishniac foi: "A Torá existiu por milênios antes da máquina fotográfica  ser inventada".
Roman Vishniac era conhecido por ter muito respeito para qualquer ser vivo. Se era possível, ele devolvia uma espécime para o habitat dela antes de ser capturada e uma vez até  emprestou "sua banheira para girinos por semanas até  que ele podia os retornar para um lago". De acordo com essa filosofia, ele fotografou quase exclusivamente seres vivos.

## Publicações
| Ano  | Título                                                                                | Tradução para português                                                                   | Notas | Referências   |
| ---- | ------------------------------------------------------------------------------------- | ----------------------------------------------------------------------------------------- | --- | ------------- |
| 1947 | Polish Jews: A Pictorial Record                                                       | Judeus Poloneses: Um Registro Pictorial                                                   | Polish Jews exibiu 31 imagens da vida e caráter das pessoas judias polonesas "enfatizando o lado espiritual das vidas dos sujeitos e […] não incluiu nenhuma das fotografias [Roman Vishniac] tirou para enfatizar a luta econômica na qual os judeus estavam comprometidos."; Composição por Abraham Joshua Heschel. | [ 20 ]        |
| 1947 | *Die Farshvundene Velt: Idishe shtet, Idishe mentshn.                                 | Um Mundo Desaparecido: Cidades Judias, Pessoas Judias                                     | Editado por Rafeal Abramovitch; título e texto em inglês e iídiche; inclui fotorafias por R. Vishniac, A. Kacyzna, M. Kipnis e outros. Primeira edição da mais ceda e mais compreensiva história pictorial da vida dos judeus no começo da era nazista.                                                               | [ 28 ] [ 29 ] |
| 1955 | Spider, Egg and Microcosm: Three Men and Three Worlds of Science                      | Aranha, Ovo e Microcosmo: Três Homens e Três Mundos da Ciência                            | Publicado por Eugene Kinkead; Os três homens foram Petrunkevitch, Romanoff e Vishniac | [ 2 ]         |
| 1956 | This Living Earth (Nature Program)                                                    | Essa Terra Viva (Documentário sobre a Natureza)                                           | Publicado por N. Doubleday |               |
| 1957 | Mushrooms (Nature Program)                                                            | Cogumelos (Documentário sobre a Natureza)                                                 | Preparado coma cooperação da Sociedade Nacional Audubon; Publicado por N. Doubleday; Controle da Biblioteca do Congresso #: 57003046 e 66006050 |               |
| 1959 | Living Earth                                                                          | Terra Viva                                                                                | Por Peter Farb, desenhos por Louise Katz; Assunto: Biologia da Terra | [ 30 ]        |
| 1969 | A Day of Pleasure: Stories of a Boy Growing Up in Warsaw                              | Um Dia de Prazer: Histórias de um Menino Crescendo na Varsóvia                            | Escrito por Isaac Bashevis Singer | [ 31 ]        |
| 1971 | Building Blocks of Life: Proteins, Vitamins, and Hormones Seen Through the Microscope | Partes Básicas da Vida: Proteínas, Vitaminas e Hormônios Vistos Através de um Microscópio | Publicado por Charles Scribner's Sons | [ 2 ]         |
| 1972 | The Concerned Photographer 2                                                          | O Fotógrafo Preocupado 2                                                                  | Publicado por Grossman Publishers; Editado por Cornell Capa, texto por Michael Edelson; Em cooperação com o Centro Internacional da Fotografia | [ 2 ]         |
| 1974 | Roman Vishniac                                                                        | Roman Vishniac                                                                            | Da Livraria dos Fotógrafos do Centro Internacional da Fotografia | [ 2 ]         |
| 1983 | A Vanished World                                                                      | Um Mundo Desaparecido                                                                     | Prólogo por Elie Wiesel; Esta versão é significativamente diferente da versão original, de 1947, sendo refeita completamente e com muito menos fotografias. Esta provavelmente é a coleção mais conhecida de Vishniac e independentemente contribuiu à fama dele.                                                     | [ 32 ]        |
| 1985 | Roman Vishniac                                                                        | Roman Vishniac                                                                            | Por Darilyn Rowan, publicado na Escola de Arte da Universidade Estadual do Arizona. | [ 33 ]        |
| 1993 | To Give them Light: The Legacy of Roman Vishniac                                      | Para lhes Dar Luz: O Legado de Roman Vishniac                                             | Nota Biográfica por Mara Vishniac Kohn, editado por Marion Wiesel | [ 3 ]         |
| 1999 | Children of a Vanished World                                                          | Crianças de um Mundo Desaparecido                                                         | Editado por Mara Vishniac Kohn e Hartman Flacks | [ 11 ]        |
| 2005 | Roman Vishniac's Berlin                                                               | A Berlim de Roman Vishniac                                                                | Editado por James Howard Fraser, Mara Vishniac Kohn e Aubrey Pomerance para o Museu Judaico de Berlim | [ 34 ]        |

Para uma lista completa das publicações por e sobre Roman Vishniac, veja as páginas 94 e 95 de Roman Vishniac publicado pelo Centro Internacional da Fotografia e o arquivo da Biblioteca do Congresso.

## Exibições Principais
| Ano       | Local | Notas | Referências  |
| --------- | --- | --- | ------------ |
| 1943      | Colégio dos Professores, Universidade Columbia, Nova Iorque | Um só show de fotografias dos judeus empobrecidos do Leste Europeu | [ 2 ] [ 10 ] |
| 1962      | IBM Gallery, Nova Iorque | Um só show; "Through the Looking Glass" (traduzido para "Através do Vidro Olhante" ou, melhor, "Através do Espelho") | [ 2 ]        |
| 1971      | Museu Judaico, Nova Iorque | "The Concerns of Roman Vishniac" (traduzido para "As Preocupações de Roman Vishniac); A primeira compreensiva exibição das obras de Vishniac, produzida pelo Centro Internacional da Fotografia                                                                                  | [ 2 ]        |
| 1972–1973 | Galeria de Arte da Universidade em Albany, Universidade do Estado de Nova Iorque; a Galeria de Arte de Concoran, Washington D.C.; Livraria Pública de Nova Jérsei, Fair Lawn; Museu Kol Ami, Los Angeles; Judaica Museum, Phoenix | "The Concerns of Roman Vishniac" circulou ao redor dos Estados Unidos pelo Centro Internacional da Fotografia. Note que esta exibição provavelmente era uma continuação da última no Museu Judaico de Nova Iorque; porém, é listads como uma produção separada em Roman Vishniac | [ 2 ]        |
| 1993      | Centro Internacional da Fotografia, Nova Iorque | "Man, Nature, and Science, 1930–1985" (traduzido para "Homem, Natureza e Ciência, 1930-1985") | [ 6 ]        |
| 2001      | Museu Spertus, Chicago | 50 ads fotografias de Vishniac de Crianças de um Mundo Desaparecido; Mara Vishniac Kohn oradora convidada | [ 12 ]       |
| 2005      | Museu Judaico de Berlim | Título: "Roman Vishniac's Berlin" ("A Berlim de Roman Vishniac"); exhibindo 90 imagens, algumas nunca vistas pelo público. | [ 8 ] [ 35 ] |

### Pessoas
- Wolf V. Vishniac — Filho de Roman, micro-biologista, morreu em 1973 durante uma expedição para a Antártica.
- Ethan T. Vishniac — Neto de Roman, filho de Wolf, editor da Astrophysical Journal.
- Cornell Capa — fotógrafo famoso e fundador do Centro Internacional de Fotografia.

### Fotografias
- en:Image:EinsteinVishniac.jpg, retrato de Einstein por Roman Vishniac
- en:Image:VanishedWorldCover.jpg, capa do livro A Vanished World
- en:Image:VishniacFlowers.jpg, a fotografia The Only Flowers of her Youth
- en:Image:VishniacFirefly.gif, Mara vista do olho de um vagalume
- en:Image:VishniacMara.jpg, uma fotografia famosa de Roman de uma loja em Berlim vendendo aparelhos para separar judeus e não-judeus por uma figura de uma caveira.